# Gracchi
Grakhi (lat. Gracchi) ili braća Grah - Tiberije i Gaj - su bili dva mlada rimska političara izabrani za tribune u 2. st. pr. Kr. i poznata po pokušaju provedbe agrarne reforme oduzimanje zemlje bogatim patricijima i raspodjelom siromašnim plebejcima. Njihova nastojanja su im među kasnijim povjesničarima donijela glas prvih preteča socijalizma, a metode političke borbe, odnosno vezanost uz stranku zvanu populares su razlogom zašto ih se također smatra jednim od prvih populista u povijesti. Oba brata su izazvala žestoku reakciju konzervativne frakcije zvane optimates te su ubijeni.
Grakhi je također naziv za ogranak njihove matične obitelji Sempronija.